# باوران
باوران (به فرانسوی: Baverans) یک کمون (فرانسه) در فرانسه است که در canton of Rochefort-sur-Nenon واقع شده‌است. باوران ۳٫۴۱ کیلومتر مربع مساحت دارد.